# A Broken Melody (film 1913)
A Broken Melody è un cortometraggio muto del 1913 diretto da Robert Thornby.

## Produzione
Il film fu prodotto dalla Vitagraph Company of America.

## Distribuzione
Distribuito dalla General Film Company, il film - un cortometraggio in una bobina - uscì nelle sale cinematografiche statunitensi il 6 novembre 1913.